# PUBG: Battlegrounds
PUBG: Battlegrounds (ou PUBG, anciennement PlayerUnknown's Battlegrounds) est un jeu vidéo multijoueur en ligne de type battle royale développé et édité par PUBG Studios. Il est disponible en accès anticipé sur Microsoft Windows à partir du 23 mars 2017, et la version 1.0 du jeu est sortie le 20 décembre 2017. Le jeu est également disponible à partir du 12 décembre de la même année sur Xbox One dans le cadre du programme Xbox Game Preview. Il sort ensuite sur PlayStation 4 le 7 décembre 2018. Le 10 octobre 2019 sort PlayerUnknown’s Battlegrounds Lite, une version allégée et gratuite destinée aux joueurs possédant des performances matérielles plus basses. Le jeu est devenu free-to-play le 12 janvier 2022.
Le jeu est également disponible sur iOS et Android gratuitement depuis mars 2018 sous le titre PlayerUnknown’s Battlegrounds Mobile. Une version allégée intitulée PlayerUnknown's Battlegrounds Mobile Lite est sortie le 19 mars 2020 pour les joueurs possédant des smartphones aux performances plus basses.

## Système de jeu
PUBG: Battlegrounds est un jeu de tir à la première personne et à la troisième personne de type joueur contre joueur dans lequel une centaine de joueurs se battent dans un battle royale. Les joueurs peuvent choisir de participer à la partie en solo, en duo ou à quatre personnes. La dernière personne ou équipe en vie remporte la partie.
Au début de chaque partie, les joueurs sont parachutés d'un avion cargo militaire sans aucun équipement. Le joueur atterrit puis doit affronter 99 autres joueurs dans une des 8 cartes carrées. La trajectoire de vol de l'avion sur la carte varie aléatoirement à chaque partie, ce qui oblige les joueurs à déterminer rapidement le meilleur moment pour s'éjecter de l'avion. À l'arrivée au sol, le joueur doit trouver le plus rapidement possible des armes, des soins et des protections pour atteindre son objectif. Il peut également trouver des bidons d'essence destinés à alimenter des véhicules pour se déplacer plus rapidement. Des loots (« boites à butin ») sont parachutés à chaque nouvelle zone, à l’intérieur de la zone de survie, et contiennent des armes rares, des tenues de camouflages, etc. Une zone mortelle apparaît de façon aléatoire au bout de 5 minutes de jeu, sous la forme d'un disque en dehors duquel tout joueur subit des dégâts réguliers qui sont de plus en plus importants au fur et à mesure que la partie avance. Le disque se rétrécissant de plus en plus jusqu'à couvrir à une toute petite portion de terrain, il force ainsi les joueurs à se rapprocher les uns des autres du centre de la zone encore libre et à s’affronter. Chaque partie dure au maximum 30 minutes.

## Développement
Brendan Greene, connu sous son pseudonyme PlayerUnknown, se fait connaître grâce à sa création du mod DayZ: Battle Royale publié pour le jeu vidéo ARMA II. Le contexte de Battle Royale[Quoi ?], qui est le fait de chercher à être le dernier survivant parmi une grande quantité de rivaux, est tiré du film japonais Battle Royale. Après la sortie du jeu DayZ en tant que jeu indépendant d'ARMA II, PlayerUnknown commence à développer un mod pour ARMA III. Sony Interactive Entertainment le contacte ensuite pour lui proposer de devenir consultant dans le cadre du développement de H1Z1: King of the Kill.
Brendan Greene est ensuite contacté par Changhan Kim, responsable du studio Ginno Games (qui deviendra par la suite PUBG Corporation), une filiale de Krafton Game Union depuis 2015, qui lui propose de travailler sur un nouveau concept de Battle Royale. PlayerUnknown est alors nommé directeur créatif et déménage en Corée du Sud. Le développement de PlayerUnknown's Battlegrounds commence début 2016. 
En novembre 2018, PUBG Corporation fusionne avec Krafton pour changer son nom en « PUBG Studios ».

## Accueil
Dès son lancement, PlayerUnknown's Battlegrounds connaît un grand succès grâce à son gameplay novateur, en tout cas pour un jeu à part entière. En août 2017, alors que le jeu n'est disponible qu'en accès anticipé sur Steam et malgré de très gros problèmes d'optimisation graphique et de performances lors de la phase bêta précédant son lancement, le jeu dépasse sur une courte période le jeu Dota 2 en nombre de joueurs connectés. Le 8 septembre 2017, le jeu dépasse le million de joueurs connectés en simultané. Le 25 septembre de la même année, 1,5 million de joueurs sont connectés en simultané. Le 11 octobre 2017, c'est la barre des 2 millions de joueurs qui est franchie, celle des 2,5 millions est dépassée le 15 novembre 2017 puis celle des 3 millions le 29 décembre.
En septembre 2017, le jeu dépasse les 10 millions d'exemplaires vendus. Le 11 octobre 2017, la barre des 15 millions est passée et le 7 novembre 2017, c'est celle des 20 millions qui est franchie.

## Esport
Fin 2018, le mode de jeu FPP Squad de 64 joueurs est choisi pour la création d'une ligue professionnelle d'esport. Celle-ci fait s'affronter 16 équipes de 4 joueurs au sein de plusieurs régions : l'Amérique du Nord, l'Europe, la Corée du Sud, la Chine, le Japon et Taipei/Hong Kong/Macao. Les meilleures d'entre elles s'affrontent ensuite à la fin de la saison au cours du Global Championship. Une seconde division est également mise en place[Quand ?] en vue de préparer le renouvellement des futurs championnats.